# Демьяны (Угличский район)
Демьяны — упразднённая в 1997 году деревня в Угличском районе Ярославской области России.
На год упразднения входила в Василевский сельсовет. После территория урочища стала относится в рамках административно-территориального устройства  к Ильинскому сельскому поселению Угличского района .

## География
Урочище находится в юго-западной части области, в зоне хвойно-широколиственных лесов, в 40 километрах к югу от города Углич, административного центра района.

### Климат
Климат характеризуется как умеренно континентальный, со сравнительно холодной зимой и относительно тёплым летом. Среднегодовая температура воздуха — 3,2 °C. Средняя температура воздуха самого холодного месяца (января) — −10,8 °C (абсолютный минимум — −46 °C); самого тёплого месяца (июля) — 17,6 °C (абсолютный максимум — 35 °C). Вегетационный период длится около 165—170 дней. Годовое количество атмосферных осадков составляет 600—700 мм, из которых большая часть выпадает в тёплый период. Снежный покров держится в среднем 150 дней.

## История
Официально упразднена Постановление Государственной Думы ЯО от 15.07.1997 «0б исключении из учётных данных населенных пунктов Угличского района Ярославской области».

## Инфраструктура
Было развито личное подсобное хозяйство.